# 주체포
주체포(主体砲)는 조선민주주의인민공화국에서 개발한 170mm 자주포이다. 하지만 주체포는 알려진 것이 거의 없지만, 주체포는 공식적으로는 1985년의 군사퍼레이드에서 처음 모습을 드러냈다. 곡산포(谷山砲), M1978, M1989로도 알려져 있다.

## 특징
주체포는 T-54, T-62, 59식 전차의 차대에 170mm포를 탑재한 형식이다. 170mm포는 확인되지 않은 형식이지만 구 소련의 해안포였을 것으로 추정된다. 강력한 해안포의 반동을 상쇄시키기 위해 2개의 커다란 스페이드를 차체 후미에 설치하였다. 주체포는 1978년 처음 확인되었고, 곡산포라는 이름은 그 존재가 확인된 황해도 곡산군을 따서 붙였다. 주체포는 전기형(M1978)과 후기형(M1989)으로 나뉘는데, 차내에 탄약을 적재하지 않는 전기형과 차체가 VTT-323으로 바뀌고, 12발의 탄약을 차내에 적재하는 후기형이 확인되었다.
주체포의 특징은 가공할 사정거리이다. 최대사거리는 일반탄의 경우 자료에 따라 경우 36km와 43km의 사거리를 가지고, 사거리연장탄을 사용할 경우 자료에 따라 54km, 60km의 사거리를 갖는 것으로 알려져 있다. 확인되지 않은 정보는 70km도 가능하다고 한다.
주체포는 별도의 포탄 격납고를 지니지 않으며 차체에 170mm포를 덩그러니 올려놓은 것 뿐이기에 탄약을 포미에 수동으로 장전하여야 한다. 그리하여 발사속도가 5분에 1~2발정도로 상당히 느리고, 사격을 위한 각종 편의장비도 없어 사격의 정확도도 상당히 떨어지는 것으로 평가되고 있다.
또한 장갑이 없는 오픈탑 형식이라서 방어력 역시 상당히 취약하다.

## 구경
2001년 북한의 핵폭탄 소형화가 그렇게 뛰어나지 않았을 것이라고 추정한다면, 김정일이 말한 핵대포의 구경은 상당히 클 것으로 추정된다. 그러나 한국군은 북한의 장사정포 구경은 170 mm가 최대라고 판단하고 있다.
북한과 미사일 교류를 했던 시리아의 최대구경 대포는 M-1955 8인치 견인포라고 부르던 en:180 mm gun S-23이다. 핵포탄 장전이 가능하다고 알려져 있다. 1955년 소련 열병식에 최초 공개돼서 M-1955라고 부른다. 그동안 서방에서는 M-1955의 구경을 8인치(203 mm)라고 보았는데, 1970년대 이스라엘이 중동전쟁을 치르며 시리아군의 견인포를 노획했는데, 180 mm 구경이었다. 원래 36대였으나, 현재는 10대만 남았다고 알려져 있다. 북한에 수출되었다는 뉴스는 없지만, 북한과 시리아는 많은 무기들을 상호 교류하고 있다.
역시 북한과 미사일 교류를 하는 이란의 최대구경 대포는 미제 8인치(203 mm) M115 곡사포다. 한국군도 1966년 미국에서 도입해 2000년까지 제6군단 (대한민국) 822포병대대에서 사용하다가 퇴역했다. 북한과 많은 무기를 교류하는 국가들의 최대 구경 대포가 중요한 이유는, 2001년 북한의 핵폭탄 소형화가 그렇게 뛰어나지 못해서, 교류국들에서 가능한 한 큰 구경의 대포를 도입했을 수 있다는 가능성 때문이다. 2001년 김대중 정부 당시, 김정일이 분명하게 핵대포를 서울에 조준중이라고 말했는데, 당시 북한의 핵무기 소형화 능력이 무게 50 kg에 불과한 155 mm 핵포탄 보다는 더 크기가 컸을 가능성이 있다.
모델명의 제시 없이 막연히 소련 해안포를 도입한 것이 아닌가 하는 추측이 통설이지만, 구체적인 모델명의 제시가 없어서 신뢰하기 힘든 추정이다. 반면에 시리아의 en:180 mm gun S-23 도입설은, 첫째, 모델명이 구체적으로 특정되었고, 둘째, 시리아와 군사교류가 많으며, 셋째, 김정일이 주장한 핵포탄이 시리아 견인포에도 장전된다고 알려져 있으며, 넷째, 사진으로 보면 외양이 거의 비슷하다.

## 핵무기
북한군은 다음과 같이 핵탄두를 탑재할 수 있다고 보고 있다:
- 사정거리 53km의 170mm 주체포: 10kt급 이하의 핵탄두
- 사정거리 55km의 FROG-5 지대지 로켓: 25kt급 이하의 핵탄두
- 사정거리 70km의 FROG-7 지대지 로켓: 25kt급 이하의 핵탄두
- 사정거리 300km의 SCUD-B 미사일: 메가톤급 이하의 핵탄두
- 사정거리 500km의 SCUD-C 미사일: 메가톤급 이하의 핵탄두

핵탄두 소형화에 대해선 아직까지 정확하게 알려진 바는 없으나, 북한은 2007년과 2010년에 소형 핵탄두만 장착한다고 알려져 있는 무수단 미사일을 공개했다.
2017년 10월 4일, 모스크바에서 열린 국제 에너지 포럼 전체회의에서 블라디미르 푸틴 러시아 대통령이 연설했다. 북한이 처음으로 핵무기 보유를 공식 선언한 2005년 2월보다 훨씬 이른 2001년에 평양을 방문해서 김정일과 정상회담을 했는데, 김정일은 "원자탄을 보유하고 있다. 단순한 대포로 그것을 서울까지 쉽게 날려 보낼 수 있다"고 말했다. 여기서 김정일이 주장한 핵대포는 주체포를 말하는 것으로 추정된다.
2017년 8월 14일, 송영무 국방장관은 북한이 핵무기를 소형화하지 못했다고 말했다. 2001년 김정일이 주장한 핵대포는 일반적인 핵폭탄 소형화가 아니라 매우 작은 소형화를 해야만 만들 수 있다.
기존에 알려진 핵대포는 다음과 같다:
- M65 핵대포,  미국, 280mm(11인치), W9 핵탄두, 1952년, 탄두중량 364 kg, 폭발력 15 kt
- M65 핵대포,  미국, 280mm(11인치), W19 핵탄두, 1955년, 탄두중량 270 kg, 폭발력 20 kt
- 16인치 함포,  미국, 410 mm, W23 핵탄두, 1956년, 탄두중량 860 kg, 폭발력 20 kt 추정
- M110 곡사포,  미국, 203mm(8인치) W33 핵탄두, 1957년, 탄두중량 110 kg, 폭발력 40 kt
- M115 곡사포,  미국, 203mm(8인치) W33 핵탄두, 1957년, 탄두중량 110 kg, 폭발력 40 kt
- M109 자주포,  미국, 155mm W48 핵탄두, 1963년, 탄두중량 58 kg, 폭발력 0.072 kt
- M114 견인포,  미국, 155mm W48 핵탄두, 1963년, 탄두중량 58 kg, 폭발력 0.072 kt
- ZBV3 핵포탄,  소련, 152mm, 1965년, 탄두중량 56 kg, 폭발력 1 kt
- ZBV1 핵포탄,  소련, 180mm, 폭발력 0.2 kt, 사거리 45 km로 소련 핵대포 중 최대사거리
- M109 자주포,  미국, 155mm W82 핵탄두, 1990년 개발중단, 탄두중량 43 kg, 폭발력 2 kt
- M114 견인포,  미국, 155mm W82 핵탄두, 1990년 개발중단, 탄두중량 43 kg, 폭발력 2 kt

## 운용배치 현황
조선민주주의인민공화국의 경우 36개 포대가 배치되어 있다고 하나 정확한 수량은 알 수 없다. 비무장지대 부근에 배치된 주체포는 전부 갱도 진지 내에 배치되어 있으며 갱도진지의 앞은 5m의 높이의 콘크리트 벽으로 보호되고 있다.
이란에 배치된 주체포의 운용상황은 불명이다.
- 조선민주주의인민공화국
- 이란

## 실전 기록
주체포의 유일한 실전기록은 이란-이라크 전쟁 중 이란에 의해 운용된 것이다.
- 이란-이라크 전쟁 중 이란은, 1987년 조선민주주의의민공화국으로부터 주체포를 인도받아 60km에 달하는 사거리를 이용해 이라크를 원조한 쿠웨이트의 도시와 유전을 포격하였다.[8]

## 같이 보기
- 2S7
- M110 자주포